# Eleccions al Parlament Europeu de 1979 (França)
Les eleccions al Parlament Europeu de 1979 a França van ser les eleccions celebrades el 10 de juny per a escollir als 81 eurodiputats francesos per a la I legislatura del Parlament Europeu. Les eleccions van superar el 60% de la participació i van ser guanyades per la Unió per a la Democràcia Francesa.

## Context
El 6 de desembre de 1978, l'exprimer ministre de França Jacques Chirac va llançar el manifest "Appel de Cochin" en el que denunciava que la Unió per a la Democràcia Francesa era un "partit estranger" per la seva adhesió al supranacionalisme europeu. Chirac va utilitzar les eleccions per mesurar la seva popularitat contra el llavors president de França Valéry Giscard d'Estaing, en anticipació d'una candidatura presidencial el 1981, i va confrontar el seu partit Reagrupament per la República amb l'UDF, sent l'única vegada que es va presentar fora de la unió.
A més, el Front Nacional no va aconseguir formar una llista comuna amb el Partit de les Noves Forces i es va absentar de les eleccions, demanant l'abstenció. Per la seva banda, la llista Regions-Europa i la llista Europa - Autogestió presentada pel Partit Socialista Unificat no van repartir paperetes, i van demanar als seus electors que fessin vot nul.

## Resultats
La Unió per a la Democràcia Francesa va ser la guanyadora de les eleccions amb més de 5,5 milions de vots i el 27,61% dels vots enfront dels més de 4,7 milions i el 23,53% de la llista del Partit Socialista i dels 4,1 milions i 20,52% de la llista liderada pel Partit Comunista Francès. Per la seva part, la llista de Jacques Chirac va obtenir 3,3 milions de vots i un 16,31% dels vots.
| Candidatura                                                                            | Facció europea        | Sufragis   | Sufragis | Escons           | Escons           |
| Candidatura                                                                            | Facció europea        | Vots       | %        | Dip.             | Dif.             |
| -------------------------------------------------------------------------------------- | --------------------- | ---------- | -------- | ---------------- | ---------------- |
| Unió per a França a Europa (UDF)                                                       | LDE / PPE             | 5.588.851  | 27,61%   | 25               |                  |
| Llista socialista amb la participació dels radicals d'esquerra (PS-MRG)                | UPSCE (PS)            | 4.763.026  | 23,53%   | 22               |                  |
| Llista presentada pel Partit Comunista Francès (PCF-PCR-UP)                            |                       | 4.153.710  | 20,52%   | 19               |                  |
| Defensa dels interessos de França a Europa (RPR)                                       |                       | 3.301.980  | 16,31%   | 15               |                  |
| Europa - Ecologia (CIME)                                                               |                       | 888.134    | 4,39%    |                  |                  |
| Per als Estats Units Socialistes d'Europa (LO-LCR)                                     |                       | 623.663    | 3,08%    |                  |                  |
| La cinquena llista: Ocupació - Igualtat - Europa (dissidents UDF)                      |                       | 373.259    | 1,84%    |                  |                  |
| Unió de defensa interprofessional per a una França independent en una Europa solidària |                       | 283.144    | 1,40%    |                  |                  |
| Unió francesa per a l'Eurodreta (PFN)                                                  |                       | 265.911    | 1,31%    |                  |                  |
| Regions - Europa                                                                       |                       | 337        | 0,00%    |                  |                  |
| Llista Europa - Autogestió presentada pel Partit Socialista Unificat (PSU)             |                       | 332        | 0,00%    |                  |                  |
| Vots a candidatures                                                                    | Vots a candidatures   | 20.242.347 | 94,78%   | 81               |                  |
| Vots nuls o no vàlids                                                                  | Vots nuls o no vàlids | 1.114.613  | 5,22%    | France Politique | France Politique |
| Vots emesos                                                                            | Vots emesos           | 21.356.960 | 60,71%   | France Politique | France Politique |
| Cens total                                                                             | Cens total            | 35.180.531 |          | France Politique | France Politique |

El resultats inclouen la resolució del Consell Constitucional francès que va modificar, el 22 d'octubre de 1979, el resultat electoral concedint l'acta d'eurodiputat a Edgard Pisani (PS) en lloc de Michel Debatisse (UDF).